# Sally Davies
Sally Claire Davies (Birmingham, 24 de novembro de 1949) é uma médica britânica. Foi Chief Medical Officer (CMO) da Inglaterra, e trabalhou como especialista clínica no tratamento de doenças do sangue e medula óssea.
Davies foi eleita Membro da Royal Society (FRS) em 2014. Recebeu o Prêmio Cameron de Terapêutica da Universidade de Edimburgo em 2017.